# Vrbice (ort i Tjeckien, Södra Mähren)
Vrbice är en ort i Tjeckien.   Den ligger i regionen Södra Mähren, i den sydöstra delen av landet, 220 km sydost om huvudstaden Prag. Vrbice ligger 294 meter över havet och antalet invånare är 1 121.
Terrängen runt Vrbice är huvudsakligen platt. Vrbice ligger uppe på en höjd.Runt Vrbice är det ganska tätbefolkat, med 120 invånare per kvadratkilometer. Närmaste större samhälle är Hodonín, 18,6 km öster om Vrbice. Trakten runt Vrbice består till största delen av jordbruksmark.